# The Star (1952)
The Star (bra: Lágrimas Amargas) é um filme estadunidense de 1952, do gênero drama, dirigido por Stuart Heisler, e estrelado por Bette Davis. A produção retrata a história de uma atriz madura e decadente que está desesperada para reiniciar sua carreira.
Embora o filme tenha sido um fracasso crítico e comercial, Bette Davis recebeu uma indicação ao Oscar de melhor atriz.

## Sinopse
Margaret Elliot (Bette Davis) é uma antiga estrela vencedora do Oscar que vive no passado e não aceita que foi à falência. Depois de sofrer mais uma grande decepção ao tentar recuperar sua carreira, ela fica bêbada e é presa. Margaret é retirada da prisão por Jim Johannson (Sterling Hayden), um jovem ator promovido por ela que desistiu da própria carreira para comprar um estaleiro. Jim, amando-a, tenta fazer Margaret perceber que seus gloriosos dias de estrela de Hollywood acabaram, mas essa missão acaba sendo mais difícil do que parecia.

## Elenco
- Bette Davis como Margaret Elliot
- Sterling Hayden como Jim Johannsen
- Natalie Wood como Gretchen
- Warner Anderson como Harry Stone
- Minor Watson como Joe Morrison
- June Travis como Phyllis Stone
- Paul Frees como Richard Stanley
- Robert Warrick como R.J., ator idoso em uma festa
- Barbara Lawrence como Ela mesma
- Fay Baker como Faith, irmã de Margaret
- Herb Vigran como Roy, cunhado de Margaret

## Produção
Katherine Albert e seu marido Dale Eunson supostamente basearam a personagem Margaret Elliott em Joan Crawford, cuja longa amizade com o casal estava terminando quando a produção do filme começou. Embora às vezes seja dito que Crawford recusou o papel, ele nunca foi oferecido a ela. Bette Davis, que possuía uma imensa antipatia por Joan, aceitou-o avidamente.
Crawford revidou depois que Katherine e Dale enviaram sua própria filha, a estrela Joan Evans, afilhada de Crawford, para a atriz na esperança de que ela convencesse Evans a não se casar aos 17 anos. Em vez disso, Crawford organizou o casamento, realizou-o em sua casa e depois ligou para os pais da menina para contar a eles sobre o que tinha acontecido. "Ela armou tudo pelas nossas costas", reclamou Albert. "Ela chamou o juiz e a imprensa. Ela não nos convidou para o casamento de nossa própria filha".

## Prêmios e indicações
| Ano  | Cerimônia | Categoria    | Indicado    | Resultado |
| ---- | --------- | ------------ | ----------- | --------- |
| 1953 | Oscar     | Melhor atriz | Bette Davis | Indicado  |